# Trélazé
Trélazé är en kommun i departementet Maine-et-Loire i regionen Pays de la Loire i nordvästra Frankrike. Kommunen ligger i kantonen Angers-Trélazé som tillhör arrondissementet Angers. År 2022 hade Trélazé 15 620 invånare.

## Befolkningsutveckling
Antalet invånare i kommunen Trélazé
| Referens: INSEE |